# Les Cavaliers rouges
Pour plus de détails, voir Fiche technique et Distribution.
Les Cavaliers rouges (titre allemand : Old Shatterhand, titre italien : La battaglia do Fort Apache) est un film yougo-italo-franco-allemand réalisé par Hugo Fregonese, sorti en 1964.
Ce film est une adaptation d'un personnage de Karl May.

## Synopsis
Après que des voleurs blancs avec quelques Comanches ivres ont pris la ferme des colons hollandais Kampendijk, ils tuent deux Apaches. La trêve semble rompue. Quelqu'un s'efforce d'empêcher que l'armée de Fort Grant conclue un traité de paix avec les Indiens.
Alors qu'il revient dans l'Ouest, Old Shatterhand parvient à libérer de ces bandits Tujunga, le fils adoptif de Winnetou. Il rend visite à Paloma Nakama, métisse indienne, qui a recueilli le petit Tom qui a vu le pillage de la ferme et sait que les Apaches n'ont rien fait. Shatterhand veut les conduire en sécurité dans la ville de Golden Hill. Mais s'y trouvent un certain Dixon et ses hommes que l'on accuse de ce crime. On le charge de s'en prendre à un convoi de l'armée. Old Shatterhand et ses compagnons croisent ce convoi dirigé par le capitaine Bradley et le caporal Bush. Sam Hawkens, un vieil ami d'Old Shatterhand, et deux de ses hommes font les éclaireurs. Après le convoi est attaqué dans un canyon, deux Apaches sont retrouvés morts. Old Shatterhand soupçonne quelque chose.
À Golden Hill, Sam Hawkens et Rosemary, une serveuse de saloon, s'occupent de Paloma et de Tom, tandis qu'Old Shatterhand cherche les bandits. Il rencontre Winnetou, et ensemble, ils découvrent que des Comanches ont bien attaqué la ferme avec Dixon. Dans un duel, Winnetou tue le meneur des Comanches, Grand Ours. Entre-temps, le convoi attaqué arrive à Fort Grant. Le capitaine Bradley rapporte au général Taylor qu'il a été attaqué par les Apaches. Le général qui ne veut pas compromettre le traité de paix consulte Old Shatterhand et Winnetou. Les parties se retrouvent autour du calumet de la paix.
Sam Hawkens s'occupe de Tom et le distrait avec une séance de tir. Alors surgit le bandit Joe Burker qui assassine l'enfant, le seul témoin. Pendant ce temps, le général Taylor rompt la paix et sort avec une escorte de l'armée de Fort Grant. Le fort est confié au colonel Hunter. Old Shatterhand recherche Joe Burker et se fait surprendre par Dixon et sa bande. Sam Hawkens et Paloma arrivent juste à temps pour l'aider. Old Shatterhand apporte Burker à Winnetou dans le camp des Apaches. Burker fait des aveux. De leur côté, le capitaine Bradley et le caporal Bush arrivent au ranch de Burker. Ils trouvent Dixon à l'agonie qui, dans son dernier souffle, leur dit où se trouve Burker. Bradley demande à Bush de mettre le feu, révélant ainsi être le cerveau de la conspiration. Au fort, Bradley fait croire que les Apaches ont brûlé le ranch. Le colonel Hunter envoie le lieutenant Miller pour vérifier. Burker, qui veut revenir au ranch, est abattu par Bush sur l'ordre de Bradley. Sur le conseil de Bradley, Hunter demande à voir Winnetou à propos du ranch. Il promet la sécurité au chef des Apaches. Winnetou et Old Shatterhand arrivent au fort, où le capitaine Bradley a pris le commandement. Dans une conversation personnelle avec Winnetou, Bradley raconte la raison de sa haine des Indiens, la femme et les enfants de Bradley ont été tués par des Indiens. Old Shatterhand demande à voir le colonel Hunter, Bradley l'amène à une pièce où est mort le colonel. Bradley explique qu'il a été mordu par un serpent à sonnette. Bradley fait une proposition à Shatterhand, lui et Winnetou peuvent s'en aller en échange des aveux de Burker. Shatterhand est contraint d'accepter ce chantage.
Les soldats arrêtent près de la rivière Tujunga qui voulait empêcher l'un d'eux d'importuner Paloma qui se baignait nue. Un soldat est tué. Tujunga est amené au fort pour être fusillé. Paloma prévient Winnetou et Old Shatterhand, les Apaches demandent à Winnetou de les rejoindre pour attaquer le fort et libérer Tujunga. Shatterhand le prie d'attendre deux jours, le temps de négocier. Sam Hawkens court vers le général Taylor pour l'informer de la situation. Au fort, Old Shatterhand est mis aux fers par le capitaine Bradley. Winnetou attend la fin du délai avec les Indiens prêts à faire la guerre, pour libérer Tujunga et Old Shatterhand. Une bataille s'ensuit entre les marteaux des Indiens et les canons des soldats. Old Shatterhand voit tout, attaché à un poteau. Durant ce temps, Tujunga provoque le caporal Bush pour qu'il le sorte de sa cellule. Dans une bagarre avec Bush, Tujunga prend son revolver et tire dans la réserve de poudre qui explose. La bataille se termine. Le général Taylor arrive au fort et arrête Bradley. Dixon a eu la force de raconter au lieutenant Miller. Bradley sera jugé par une cour martiale. Shatterhand et Winnetou ramènent le corps de Tujunga dans le territoire des Apaches.

## Fiche technique
- Titre français : Les Cavaliers rouges
- Titre allemand : Old Shatterhand
- Titre italien : La battaglia do Fort Apache
- Réalisation : Hugo Fregonese, assisté de Herta Friedl et Stevan Petrovic
- Scénario : Ladislas Fodor, Robert A. Stemmle
- Musique : Riz Ortolani
- Direction artistique : Otto Pischinger
- Costumes : Mira Glisic, Trude Ulrich
- Photographie : Siegfried Hold
- Son : Vladimir Dodig
- Montage : Alfred Srp
- Production : Artur Brauner
- Sociétés de production : CCC-Film, Serena Film, Critérion Film
- Société de distribution : Constantin Film
- Pays d'origine :  Allemagne de l'Ouest,  France,  Italie,  Yougoslavie
- Langue : allemand
- Format : Couleurs - 2,35:1 - Mono - 35 mm
- Genre : Western
- Durée : 122 minutes
- Dates de sortie :
  - Allemagne : 30 avril 1964
  - Belgique : 20 novembre 1964
  - France : 15 janvier 1965[1]
  - Affiche : Michel Landi (France)

## Distribution
- Lex Barker (VF : René Arrieu) : Old Shatterhand
- Pierre Brice : Winnetou
- Daliah Lavi : Paloma Nakama
- Guy Madison (VF : Gabriel Cattand) : Capitaine Bradley
- Gustavo Rojo (VF : Michel Gatineau) : Caporal Bush
- Rik Battaglia (VF : Jacques Dacqmine) : Dixon
- Kitty Mattern (VF : Jacqueline Ferrière) : Rosemarie
- Alain Tissier (VF : Jean-Louis Jemma) : Tujunga
- Mirko Ellis (VF : Jean Martinelli) : Joe Burker
- Ralf Wolter (VF : Philippe Dumat) : Sam Hawkens
- Vojkan Pavlovic : Will Parker
- Mirko Boman : Dick Stone
- Bill Ramsey (VF : Yves Barsacq) : Timpe
- Mavid Popović : Lata Nalgut